# Котону
Котону́ (фр. Cotonou) — финансовая столица и крупнейший город Бенина. По официальным данным, на 2013 год население насчитывало 679 012 жителей, однако, некоторые предварительные подсчёты показывают, что численность горожан может достигать 1,2 миллиона. Населённость в 1960 году составляла 70 000 человек. Городская территория продолжает расширяться, в особенности, в сторону запада. Город находится на юго-востоке страны, между Атлантическим океаном и озером Нокуэ.

## Описание
Помимо того, что Котону — самый большой город Бенина, в нём размещается правительство и дипломатические службы. Таким образом, Котону, фактически, является столицей, несмотря на то, что официальная государственная столица — Порто-Ново. Котону наиболее известен как главный порт (благодаря Автономному Порту Котону), также существует аэропорт (Каджехоун) и железная дорога, ведущая в Параку.

### Достопримечательности
Основными достопримечательностями города Котону являются: стадион Котону, собор Котону, центральная мечеть и рынок Дантокпа (фр. Dantokpa) в 20 гектаров, который включает рынок фетишей и имеет коммерческий оборот свыше миллиарда франков КФА в день.
В Котону расположен Национальный университет Бенина. Другая известная особенность города — мотоциклы-такси, называемые Zémidjans.

### Климат
| Показатель                    | Янв. | Фев. | Март | Апр. | Май  | Июнь | Июль | Авг. | Сен. | Окт. | Нояб. | Дек. | Год  |
| ----------------------------- | ---- | ---- | ---- | ---- | ---- | ---- | ---- | ---- | ---- | ---- | ----- | ---- | ---- |
| Средний суточный максимум, °C | 30,8 | 31,6 | 31,9 | 31,6 | 31,0 | 29,2 | 28,0 | 27,8 | 28,4 | 29,6 | 30,9  | 30,8 | 30,1 |
| Средняя температура, °C       | 27,3 | 28,5 | 28,9 | 28,6 | 27,8 | 26,5 | 25,8 | 25,6 | 26,0 | 26,7 | 27,6  | 27,3 | 27,2 |
| Средний суточный минимум, °C  | 23,8 | 25,4 | 25,9 | 25,6 | 24,6 | 23,7 | 23,7 | 23,4 | 23,6 | 23,8 | 24,3  | 23,8 | 24,3 |
| Норма осадков, мм             | 9    | 36   | 73   | 137  | 196  | 356  | 147  | 64   | 99   | 126  | 41    | 19   | 1303 |
| Источник: World Climate       |      |      |      |      |      |      |      |      |      |      |       |      |      |

### Демографическое развитие
- 1979 г.: 320 348 (перепись)
- 1992 г.: 536 827 (перепись)
- 2002 г.: 665 100 (перепись)
- 2013 г.: 679 012 (перепись)